# Lere Anan Timur

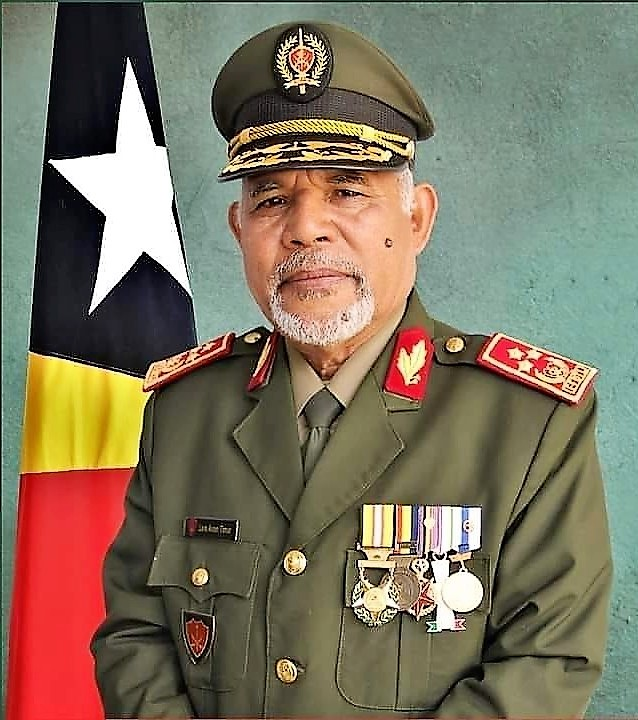
Generalleutnant Lere Anan Timur

Lere Anan Timur (port. Name: Tito Cristovão da Costa, * 2. Februar 1952 in Acara, Iliomar, Portugiesisch-Timor) war von 2011 bis 2022 der militärische Oberbefehlshaber der Verteidigungskräfte Osttimors (F-FDTL). Zuletzt hatte er den Rang eines Generalleutnants. Er ist nun als Mitglied der FRETILIN in der Politik aktiv.

## Werdegang

### Frühe Jahre und Unabhängigkeitskampf
Lere Anan Timur stammt aus einer timoresischen Adelsfamilie der Makalero. Er ist der älteste von sechs Kindern (zwei Töchter und vier Söhne) von Domingos dos Santos und Filipa dos Santos.
Nach der Grundschule (1960–1965) und drei Jahren an der Militärschule in Lospalos absolvierte Lere Anan Timur die technische Landwirtschaftsschule der Salesianer in Fatumaca (1969–1973). Ab August 1974 versah er seinen Wehrdienst in der portugiesischen Armee, zunächst in Aileu, dann als Fahrer im Hauptquartier in Taibesi (Dili). 1975 folgte die Versetzung nach Caicoli zur 1. Abteilung der Fallschirmspringer. Im Juli erhielt er seine Lizenz und machte dann ein Praktikum in Fatumaca. Im August 1975 kehrte er in seine Heimat Iliomar zurück.

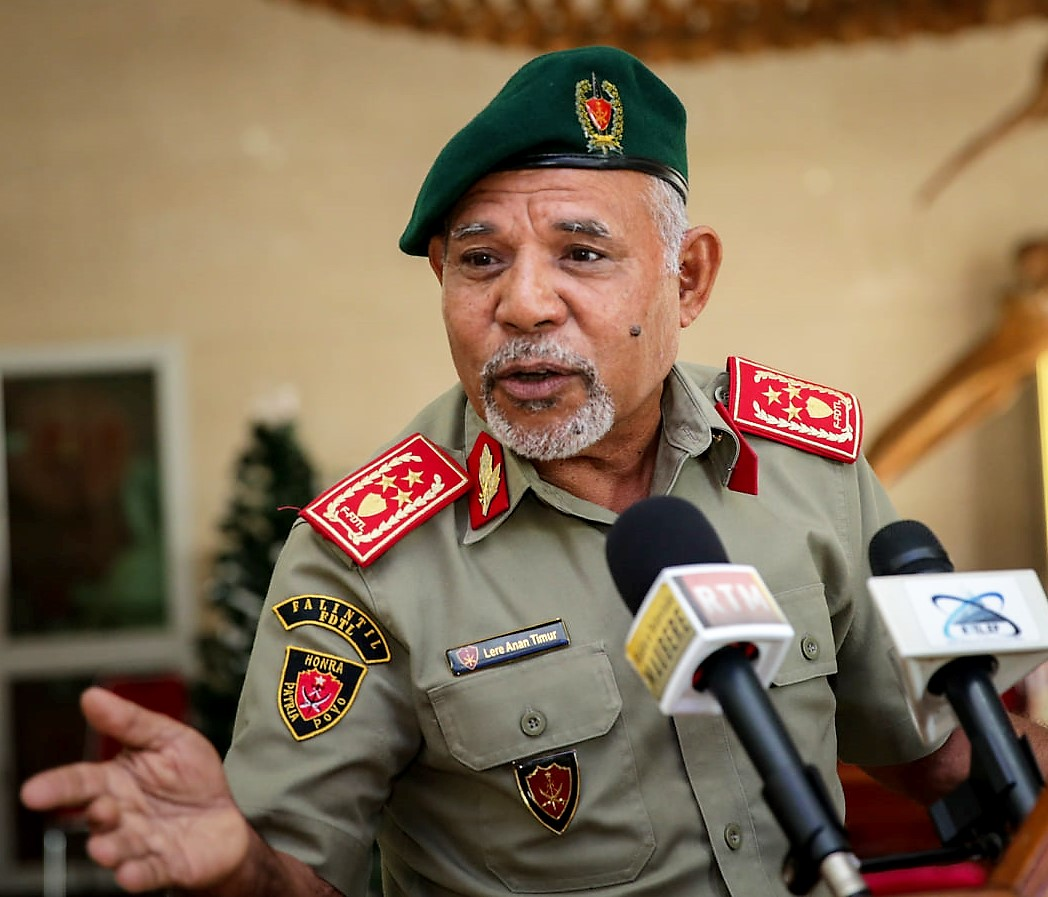
Generalleutnant Lere Anan Timur (2022)

Mit Gründung der FALINTIL am 20. August 1975 wurde Lere Anan Timur politischer Assistent des militärischen Arms der FRETILIN. Als Indonesien am 7. Dezember 1975 in Osttimor einmarschierte, war Lere Anan Timur Vizesekretär der FRETILIN seiner Heimatregion Iliomar. Hier organisierte er den Widerstand und den Schutz der Zivilbevölkerung. 1976 wurde Lere Anan Timur Sekretär der Zone Marebia, die Iliomar umfasste. Mit der Umstrukturierung der FRETILIN 1977 wurde er Sekretär der Zone Tractor, die aus Iliomar und Lospalos bestand und Sekretär der RENAL (Reconstrução Nacional). Kurz darauf folgte die Ernennung zum Delegierten des Kommissariats. 1978 entkam er der Zerstörung der Widerstandsbasis am Matebian und operierte dann aus dem Dschungel heraus hauptsächlich in Iliomar. Schnell stieg er im Kampf gegen die Invasoren in der FALINTIL auf. 1979 wurde Lere Anan Timur zum Militärkommandanten ernannt und Mitglied des Zentralkomitees der FRETILIN. Dieses beförderte Lere 1981 zum operativen Kommandanten und Regionalsekretär für den Ostsektor Ponta Leste (heute Gemeinde Lautém). 1981 wurde er in das FRETILIN-Zentralkomitee gewählt und Politischer Kommissar und politischer Leiter der Region. Im Juli 1983 wurde Lere Anan Timur in die Region Haksolok (Ainaro und Cova Lima) versetzt, wo er die Position des kommandierenden Regionaloffiziers innehatte. Im März 1984 wurde Lere Anan Timur im Kampf verwundet und nach Rotuto evakuiert. Bei der Umstrukturierung 1985 wurde er Kommandeur der Region 4 (Gemeinde Lautém), 1987 Kommandant für den Sektor Centro Leste (Baucau und Viqueque), 1993 Kommandant des Sektors Ponta Leste und 1997 stellvertretender Generalstabschef. Zur Demobilisierung kam Lere Anan Timur im Juli 1999 in das Lager in Atelari. Drei seiner Geschwister wurden durch das indonesische Militär getötet. Auch Elsa Pinto, seine erste Frau starb 1981 im Dschungel, kurz nach der Geburt ihres zweiten Sohnes. Seine Mutter lebte von 1982 bis 1983 als Exilantin auf der Insel Atauro.

### Im unabhängigen Osttimor
Nach dem Krieg wurde die FALINTIL in die Armee des unabhängigen Osttimors umgewandelt, die Verteidigungskräfte Osttimors. Ab dem 1. Februar 2001 war Lere als Oberst Stellvertreter des Oberbefehlshabers Taur Matan Ruak und Stabschef. Am 28. November 2009 wurde Lere vom Oberst zum Brigadegeneral und stellvertretenden Stabschef der F-FDTL befördert. Nach dem Rücktritt seines Vorgesetzten, erhielt Lere Anan Timour, nun im Rang eines Generalmajors, am 6. Oktober 2011 das Kommando über die F-FDTL.
Am 9. Februar 2015 entließ Präsident Taur Matan Ruak Lere Anan Timur und beförderte ihn zum Generalleutnant ehrenhalber. Neuer Oberbefehlshaber sollte Filomeno Paixão werden, doch gab es darüber Streit mit Regierung und Parlament, die eine Verlängerung der Amtszeit für Lere Anan Timur vorgeschlagen hatten. Schließlich einigte man sich am 15. April auf die Nominierung von Pedro Klamar Fuik als neuen Generalstabschef. Bis zur Amtsübergabe sollte Lere Anan Timur weiter das Kommando führen. Danach sollten er und Paixão entweder in den Ruhestand oder die Reserve wechseln. Allerdings kam es in der Amtszeit von Präsident Taur Matan Ruaks nicht mehr zur Amtsübergabe. Die Regierung hatte im Oktober 2015 die Verlängerung der Amtszeit von Lere Anan Timur empfohlen. Damit bekam Lere Anan Timur eine dritte Amtszeit, die eigentlich nach geltendem Recht nicht vorgesehen war. Nach Antritt der VII.Regierung folgte Präsident Francisco Guterres dem Vorschlag von Premierminister Alkatiri und verlängerte am 5. Oktober 2017 die Amtszeit Lere Anan Timurs und der bestehenden FDTL-Führung für ein weiteres Jahr, was eine erneute Änderung des Militärgesetzes bedeutete.
Erst im Januar 2022 erklärte Lere Anan Timur in den Ruhestand zu wechseln. Der Ministerrat wählte Falur Rate Laek zum neuen militärischen Oberbefehlshaber. Stattdessen kündigte er seine Kandidatur bei den anstehenden Präsidentschaftswahlen 2022 an. Er trat damit gegen den amtierenden Präsidenten und Parteifreund Francisco Guterres an. Lere Anan Timur erhielt in der ersten Runde der Wahlen 49.314 Stimmen (7,6 %) und schied damit aus dem Rennen aus. Überraschend gewann er aber in seiner Heimatgemeinde und FRETILIN-Hochburg gegen Guterres die meisten Stimmen.
Zu den Parlamentswahlen 2023 kehrte Lere Anan Timur wieder in die Reihen der FRETILIN zurück und bildete auf Listenplatz 4 mit Guterres und Alkatiri ein Führungs-Trio der Partei. Die FRETILIN erhielt aber nur 25,75 % der Stimmen und damit ihr bisher schlechtestes Ergebnis. Lere Anan Timur zog als einer der 19 Abgeordnete der FRETILIN in das Parlament ein. Die parteiinterne Opposition forderte nach dieser „demütigenden“ Niederlage den Rücktritt von Guterres und Alkatiri. Lere Anan Timur nahm nach der Wahl an einem Treffen der Gegner der alten Parteiführung teil.
2023 wurde Lere Anan Timur von Präsident José Ramos-Horta zu einem Mitglied der Staatsrats ernannt.

## Sonstiges

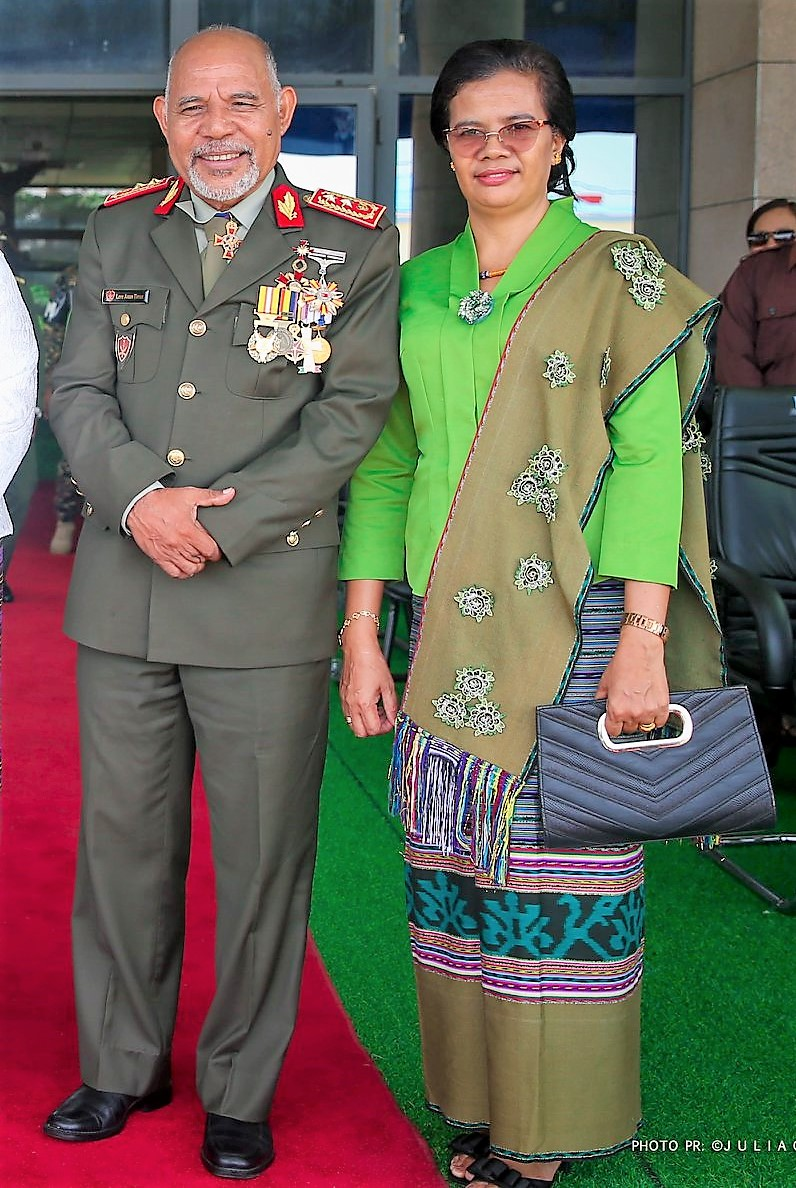
Lere Anan Timur und seine Frau Cidália Mesquita Ximenes (2020)

Lere Anan Timur ist seit 2001 in zweiter Ehe mit Cidália Mesquita Ximenes verheiratet. Er hat insgesamt acht Kinder, zwei Söhne von seiner ersten Frau Elsa Pinto, die 1981 im Kindbett starb, und fünf Töchter und einen Sohn von Cidália Mesquita Ximenes.
Als problematisch wird Lere Anan Timurs Nähe zur Sagrada Família gesehen, der er während des Unabhängigkeitskampfes angehörte.
Am 7. Dezember 2006 erhielt Lere Anan Timur den Ordem da Guerrilha und am 19. Mai 2012 den Ordem de Timor-Leste am Bande. Außerdem ist er Träger der Medalha Halibur.
Lere Anan Timur spricht Tetum, Fataluku, Makasae, Makalero und Portugiesisch.